# Maissonave
Maissonave é um município da província de La Pampa, na Argentina.